# Marc-André Roberge
Marc-André Roberge est un musicologue canadien, né à Montréal en 1955.

## Biographie
Marc-André Roberge est musicologue, spécialiste des compositeurs pianistes et professeur de musicologie à l'Université Laval, au Québec. 
Après une formation à l'Université de Toronto et à l'Université McGill, et une thèse de musicologie, soutenue en 1988 sous la direction de Robert A. Falck, intitulée Die Musik (1901-1944) : La transformation d'un périodique à travers trois périodes de l'histoire allemande, il a été engagé comme professeur suppléant en 1987 et comme professeur titulaire en 1988. 
Ses domaines de recherche sont la musicologie historique des XIXe et XXe siècles, la musique pour piano de grande virtuosité et la vie musicale dans les pays de langue allemande de 1890 à 1945. 
Il a notamment travaillé sur les œuvres de compositeurs comme Ferruccio Busoni (1866-1924) et Kaikhosru Shapurji Sorabji (1892-1988), mais aussi Charles-Valentin Alkan (1813-1888) et Leopold Godowsky (1870-1938). 
Il est à la retraite depuis 2018.

## Publications

### Monographies
- The Life and Works of Kaikhosru Shapurji Sorabji, 2013, 597 pages[4].
- Édition annotée des écrits inédits de Sorabji, incluant: The Fruits of misanthropy, Being The animadversions of a machiavellian (Commonplace Book) (1925-1930) et Gianandrea and Stephen, Eaton Bishop, Hereford.
- Ferruccio Busoni : A Bio-Bibliography, Bio-Bibliographies in Music, numéro 34, New York et Londres, Greenwood Press, 1991, 400 pages.  (ISBN 0-313-25587-3)

### Ouvrages collectifs
- Extending the reach of Ferruccio Busoni's Doktor Faust, in: Oxford handbook of Faust in music, chapitre 14, sous la direction de Lorna Fitzsimmons et Charles McKnight, Oxford Handbooks, New York, Oxford University Press, 2019, 648 pages.  (ISBN 978-0-199-93518-5)
- Articles sur Ferruccio Busoni et Kaikhosru Shapurji Sorabji, in: Routledge encyclopedia of modernism, sous la direction de Stephen Ross, 2016.
- Contribution des notes relatives à quatre lettres de Ferruccio Busoni à Albert Blondel, in: The history of the Erard piano and harp in letters and documents (1785-1959), par Robert Adelson, Alain Roudier, Jenny Nex, Laure Barthel et Michel Foussard, 2 volumes, Cambridge, Cambridge University Press, 2015.
- Mise à jour et révision de: Paul Rapoport, Kaikhosru Shapurji Sorabji, Grove Music Online, 2014.
- Les guerres mondiales et la dictature nazie dans les pages du périodique « Die Musik », in: Music and dictatorship in Europe and South America, sous la direction de Roberto Illiano et Massimiliano Sala, Brepols, Turnhout, 2009, 767 pages.  (ISBN 978-2-503-52779-6)
- Kaikhosru Shapurji Sorabji, in: Die Musik in Geschichte und Gegenwart: Allgemeine Enzyklopädie der Musik, seconde édition, sous la direction de Ludwig Finscher, Kassel, Bärenreiter Verlag, 2006.
- « Ich habe in diesen Blättern meiner Begeisterung freien Lauf gelassen »: Gisella Selden-Goth als ergebene Verehrerin Ferruccio Busonis, in: Busoni in Berlin: Facetten eines kosmopolitischen Komponisten, sous la direction d'Albrecht Riethmüller et Hyesu Shin, Stuttgart, Franz Steiner Verlag, 2004, 283 pages.  (ISBN 3-515-08603-X)
- Ferruccio Busoni (1866-1924) et Kaikhosru Shapurji Sorabji (1892-1988), in: Music of the twentieth century avant-garde : A biocritical sourcebook, sous la direction de Larry Sitsky, New York et Londres, Greenwood Press, 2002, 592 pages.  (ISBN 0-313-29689-8)
- Leopold Godowsky, in: Die Musik in Geschichte und Gegenwart: Allgemeine Enzyklopädie der Musik, seconde édition, sous la direction de Ludwig Finscher, Kassel, Bärenreiter-Verlag, 2002.
- Busoni, Ferruccio (1866-1924), in: Reader's guide to music : history, theory, and criticism, sous la direction de Murray Steib, Chicago, Fitzroy Dearborn Publishers, 1999, 928 pages.  (ISBN 1-57958-143-9)
- Kaikhosru Shapurji Sorabji's Quintet for piano and four stringed instruments and its intended performance by Norah Drewett and the Hart House String Quartet, in: Music in Canada/La musique au Canada : A collection of essays, volume 1, sous la direction de Guido Bimberg, Bochum, Universitätsverlag, 1997.
- Un tessuto d'esecuzioni : A register of performances of Sorabji's works, in: Sorabji : A Critical Celebration, sous la direction de Paul Rapoport, Aldershot, Hampshire, Scolar Press, puis Ashgate, 1992, 1994.  (ISBN 0-85967-923-3)